# Белль, Клеман
Клеман Луи Мари Анн Белль (фр. Clément Louis Marie Anne Belle; 16 ноября 1722[…], Париж — 29 сентября 1806[…], Париж) — французский художник.

## Биография
Родился в 1722 году в Париже в семье художника Алексиса Симона Белля, много работавшего по заказам британского якобитского двора. В 1734 году его отец умер, так что Клемана обучала живописи мать — художница Мари-Николь Белль, урождённая Ортемельс. В 1745 году Клеман отправился в Италию, где провёл десять лет и познакомился с живописью старых мастеров.
Около 1755 года вернулся в Париж, а десять лет спустя, в 1765 году, был назначен преподавателем, а затем и профессором живописи Королевской академии живописи и скульптуры. В том же году Белль стал руководителем художественного отдела Королевской мануфактуры гобеленов, где в его обязанности входило создание эскизов (т. н. картонов), по которым в дальнейшем работали мастера.
Как художник, Белль также создал большое число картин в стиле рококо мифологического содержания (для частных заказчиков) и религиозного содержания (для церквей, в частности, для парижской церкви Сен-Мерри).
В 1785 году Белль стал проректором, а позднее и ректором Королевской академии. Таким образом, на протяжении четверти века Белль являлся одной из ключевых фигур французской художественной жизни: преподавал живопись, а затем и возглавлял ключевое профильное учебное заведение страны, и, одновременно с этим, создавал эскизы для Мануфактуры гобеленов.
В эпоху Французской революции Белль попытался приспособиться к обстоятельствам и произвёл на свет несколько полотен, выдержанных в духе классицизма (впрочем, с явными элементами своей прежней художественной манеры): «Минерва передает Гераклу указ, отменяющий пороки и недостатки старого режима», «Национальный конвент (олицетворяемые теми же Минервой, Гераклом и рядом других) издаёт декрет об упразднении монархии», «Национальное собрание передаёт Франции Конституцию», «Бдительность топчет ногами Зависть» и проч.
Несмотря на всё это, в начале 1790-х годов Белль, вместе с художником Пейроном, был уволен с Мануфактуры гобеленов, однако, сумел сохранить за собой профессорскую должность, которую занимал до конца жизни.
Клеман Белль скончался в 1807 году в Париже. На профессорской кафедре в Академии его сменил Жан-Батист Реньо.

## Галерея

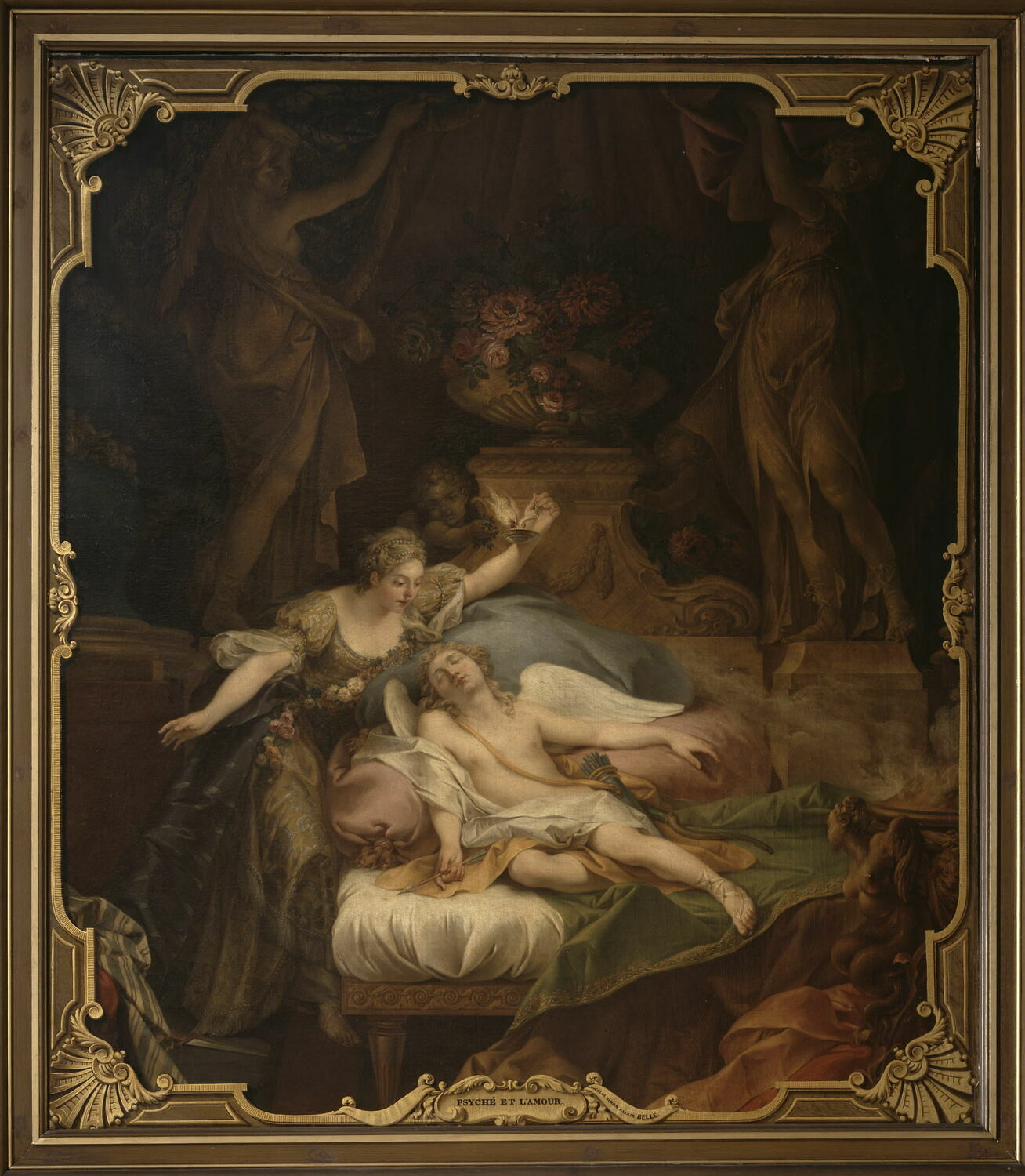
Амур и Психея, 1767, Лувр
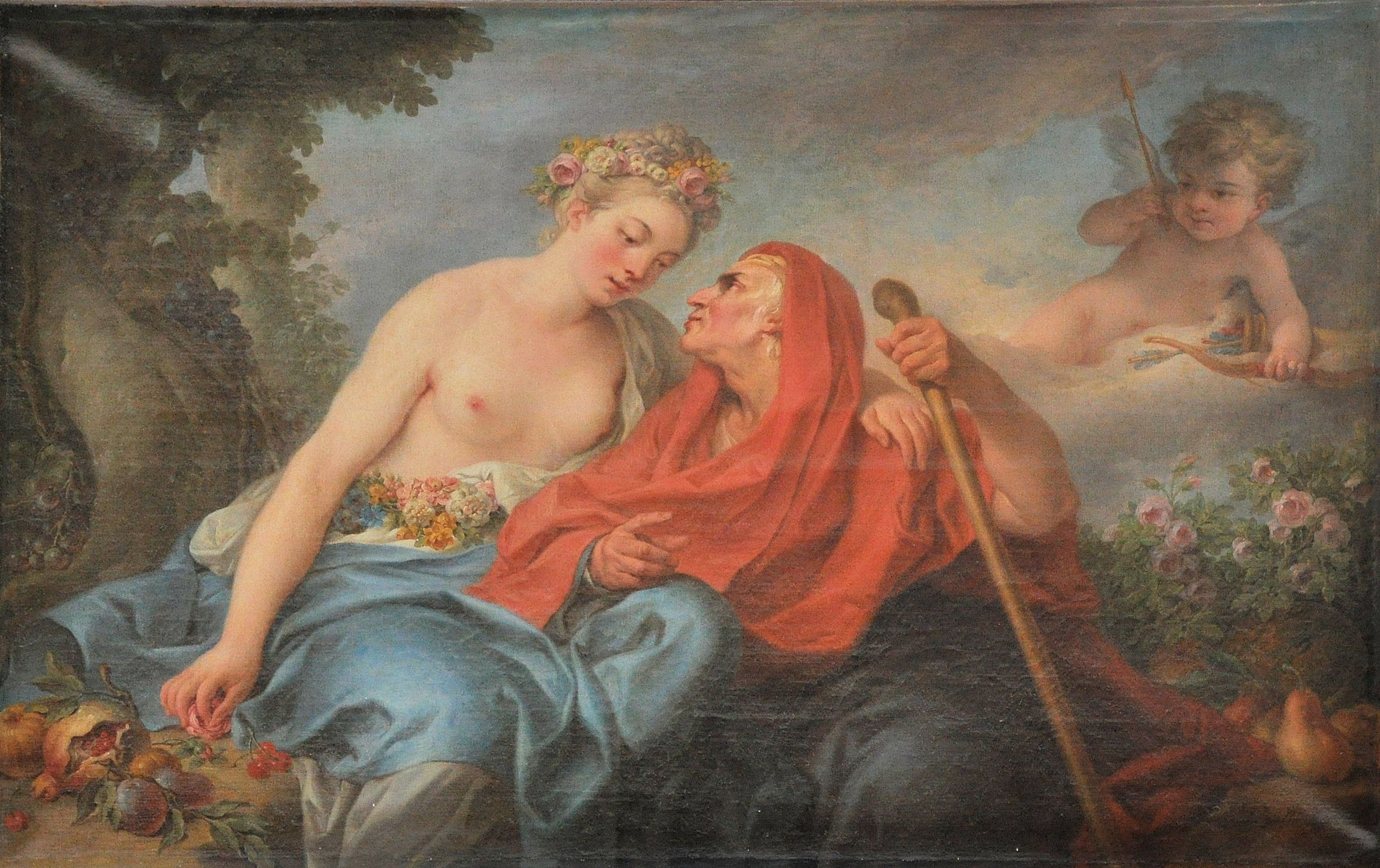
Помона и Вертумн, 1772, Версаль
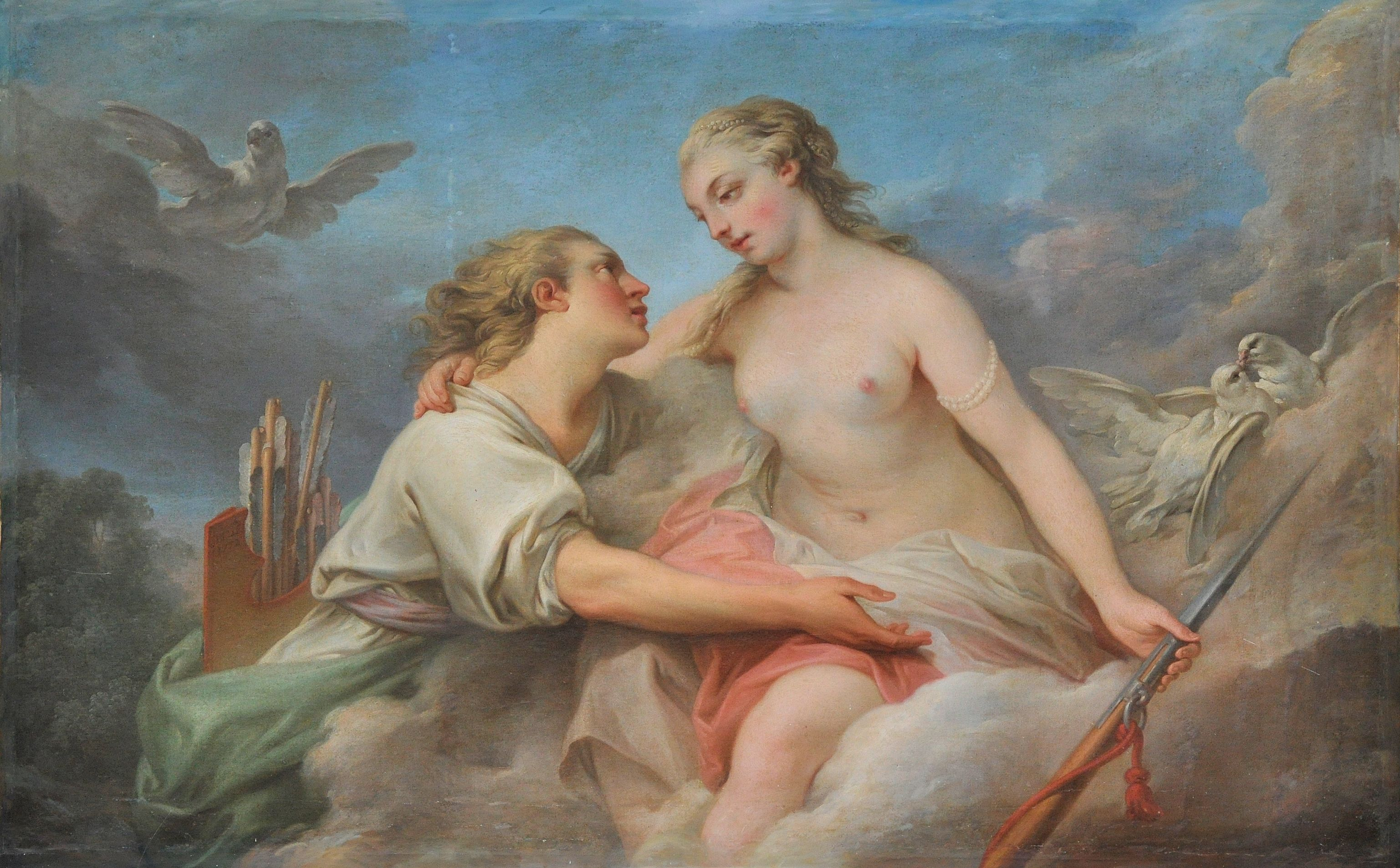
Венера и Адонис, 1772, Версаль
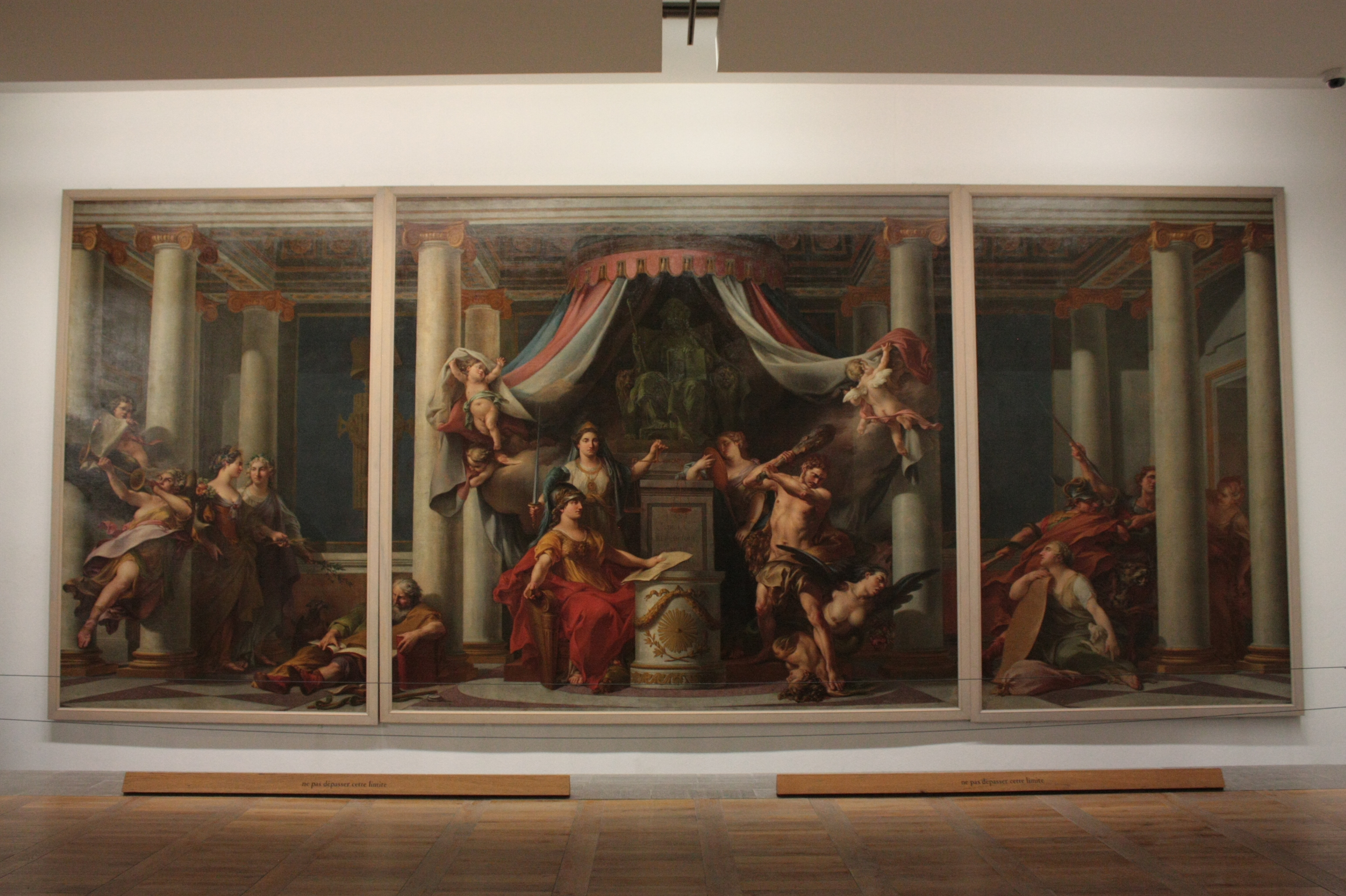
Национальный конвент издают декрет о свержении монархии. Музей французской революции, Визий
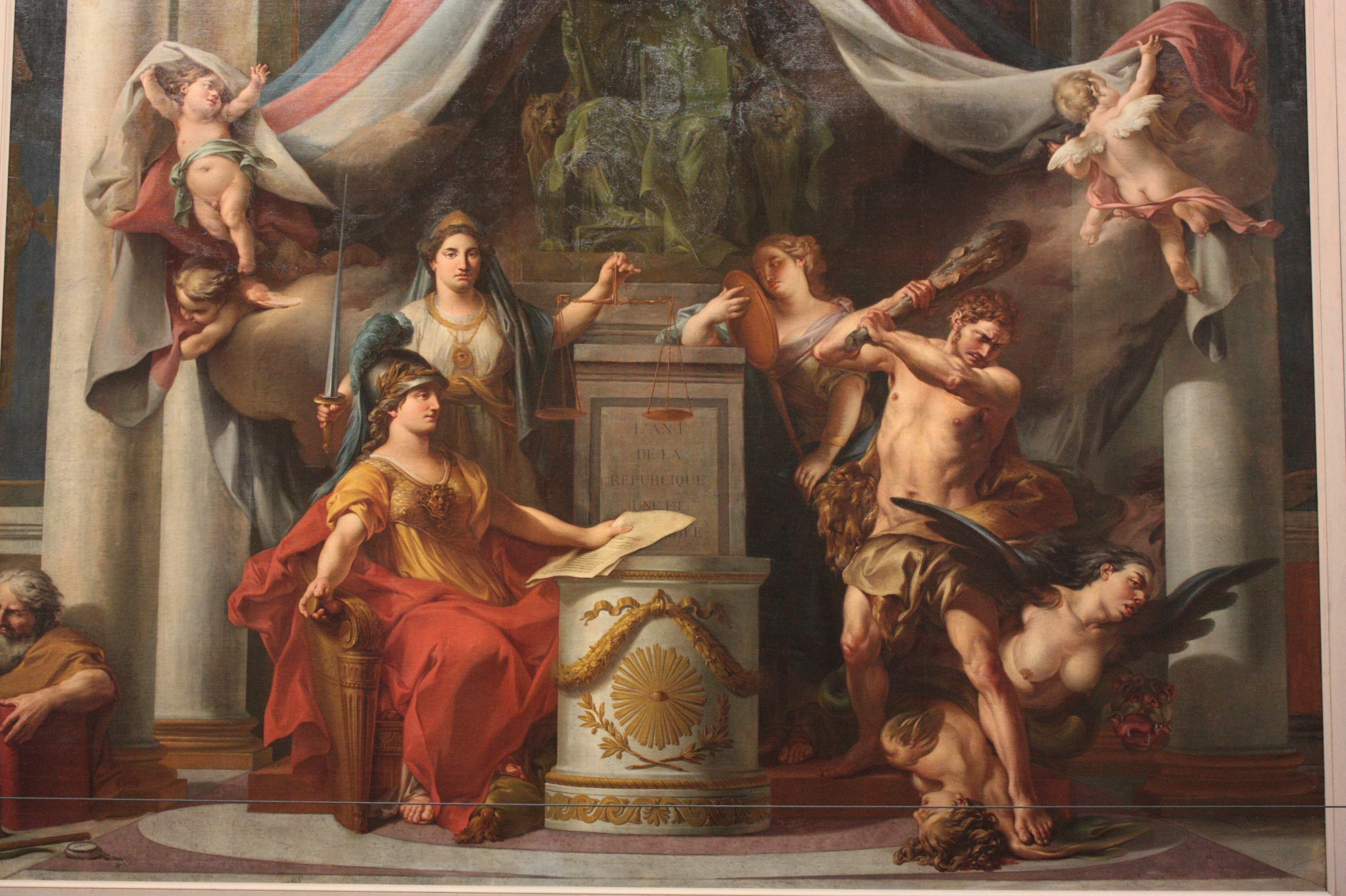
Минерва передает Гераклу указ, отменяющий пороки и недостатки старого режима. Музей французской революции, Визий
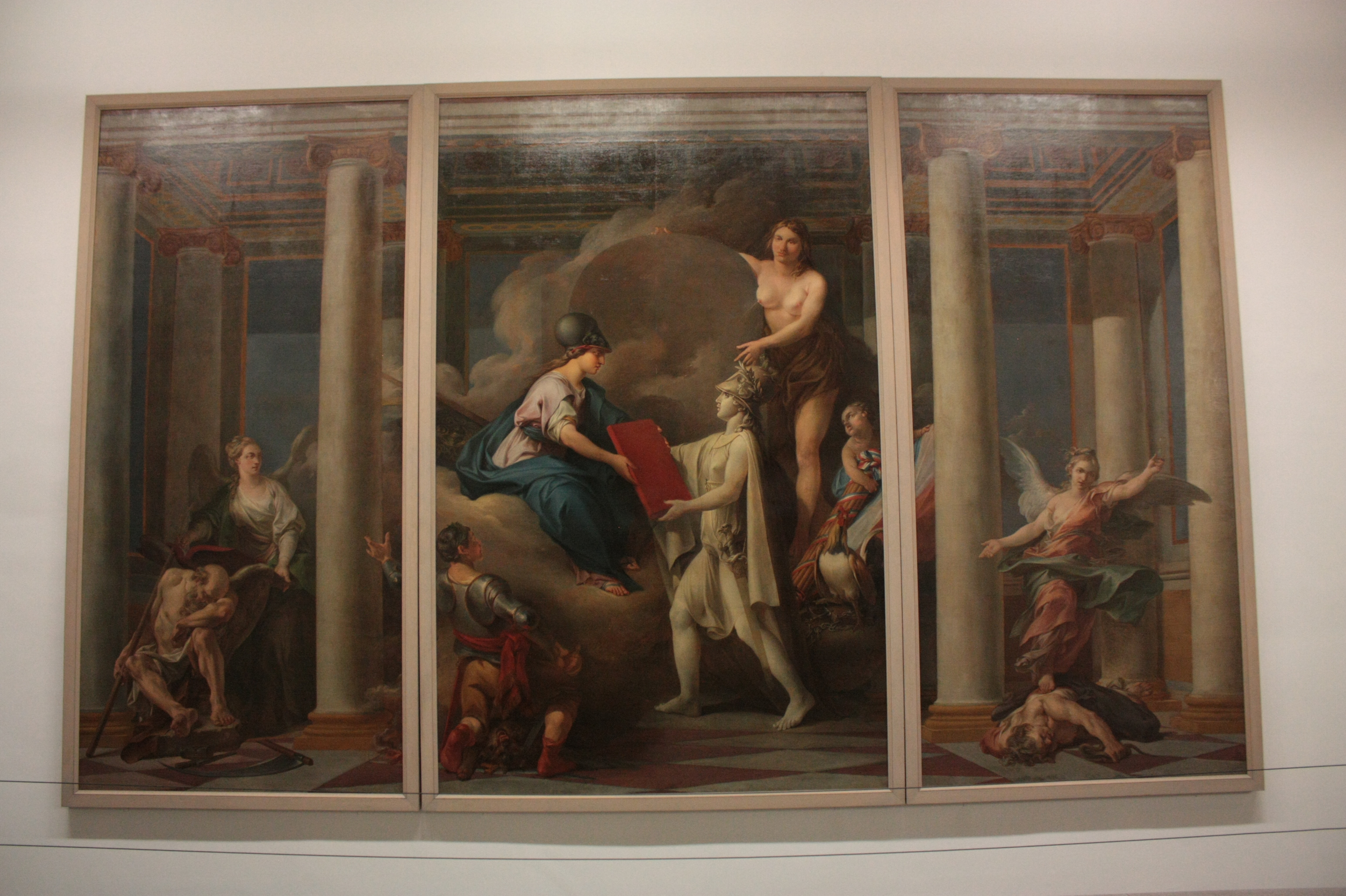
Национальное собрание передаёт Франции Конституцию (на центральной панели), «Бдительность топчет ногами Зависть» (на правой панели). Музей французской революции, Визий